# Генеральный штаб Армии Чешской Республики
Генеральный штаб Армии Чешской Республики — входит в состав Министерства обороны Чехии и обеспечивает командование армией. Его возглавляет начальник Генерального штаба армии Чешской Республики, который назначается президентом по предложению правительства и после обсуждения в соответствующем комитете Палаты депутатов. Начальник Генерального штаба напрямую подчиняется министру обороны.

## Структура
- Начальник Генерального штаба
  - Канцелярия начальника ГШ
  - Управление сил специального назначения
  - Кадровое агентство АЧР
    - Отделение гуманитарных услуг
    - Отделение экспертных услуг по кадрам
    - Отделение внутреннего управления

  - Финансовое управление АЧР
  - Личный персонал
    - Главный капеллан

- Первый заместитель начальника Генерального штаба
  - Командование пражского гарнизона
  - Управление зарубежной деятельности
  - Иностранное представительство
  - Многонациональный координационный центр логистики

- Заместитель начальника Генерального штаба - начальник штаба
  - Секция развития сил Министерства Обороны
  - Секция планирования возможностей Министерства Обороны
  - Секция логистики Министерства Обороны
    - Агентура логистики

  - Секция связи и информационных систем Министерства Обороны
    - Агентура связи и информационных систем

  - Секция военной медицины Министерства Обороны
    - Агентура военной медицины

  - Секция разведывательной безопасности Министерства Обороны

- Заместитель начальника Генерального штаба - инспектор Армии Чешской Республики
  - Инспекция начальника Генерального штаба

- Главный прапорщик Армии Чешской Республики
- Оперативный штаб
- Штаб сухопутных сил
- Штаб воздушных сил
- Штаб информационных и кибернетических сил
- Штаб территориальных сил
- Учебное командование - Военная академия

## Начальники ГШ
- Генерал армии Карел Пезл (1 января – 30 июня 1993);
- Генерал-полковник Йиржи Неквасил (1 июля 1993 – 30 апреля 1998);
- Генерал армии Йиржи Шедивы (1 мая 1998 – 30 ноября 2002);
- Генерал армии Павел Штефка (1 декабря 2002 – 28 февраля 2007);
- Генерал армии Властимил Пицек (1 марта 2007 – 30 июня 2012);
- Генерал армии Петр Павел (1 июля 2012 – 30 апреля 2015);
- Генерал армии Йосеф Бечвар (1 мая 2015 – 30 апреля 2018);[1]
- Генерал армии Алеш Опата (1 мая 2018 – 30 июня 2022);[2]
- Генерал-поручик Карел Ржехка (с 1 июля 2022);[3][4]